# جام حذفی فوتبال ایتالیا ۲۱–۲۰۲۰
کوپا ایتالیا ۲۱–۲۰۲۰ (با نام تجاری جام تی‌آی‌ام ویژن به دلایل حمایت مالی در طول فینال) هفتاد و چهارمین دورهٔ جام ملی در فوتبال ایتالیا بود.
ناپولی مدافع عنوان قهرمانی بود، اما در نیمه نهایی مقابل آتالانتا شکست خورد.
یوونتوس با شکست ۲–۱ آتالانتا در فینال رکورد چهاردهمین عنوان قهرمانی را به‌دست آورد.
این فصل آخرین فصل با ۷۸ تیم است. از فصل بعد، فرمت با ۴۴ تیم بود.